# Ray June
Ray June (Ithaca, 27 marzo 1895 – Los Angeles, 26 maggio 1958) è stato un direttore della fotografia statunitense.
Attivo dalla metà degli anni dieci alla fine degli anni cinquanta, ha preso parte a numerosi lavori ottenendo nella sua carriera tre candidature ai Premi Oscar nella categoria migliore fotografia. 

## Filmografia parziale

### Cinema

#### 1915
- The New Adventures of J. Rufus Wallingford , regia di James Gordon, Leopold Wharton, Theodore Wharton - serial cinematografico (1915)
- The Bungalow Bungle, regia di Theodore Wharton - cortometraggio (1915)
- Three Rings and a Goat', regia di Theodore Wharton - cortometraggio (1915)
- A Rheumatic Joint, regia di Theodore Wharton - cortometraggio (1915)
- The Master Stroke, regia di James Gordon, Leopold Wharton, Theodor Wharton - cortometraggio (1915)
- The Lilac Splash, regia di Theodore Wharton - cortometraggio (1915)
- A Trap for Trapp, regia di James Gordon, Leopold Wharton, Theodor Wharton - cortometraggio (1915)
- A Bang Sun Engine, regia di James Gordon, Leopold Wharton, Theodor Wharton - cortometraggio (1915)
- A Transaction in Summer Boarders, regia di James Gordon, Leopold Wharton, Theodor Wharton - cortometraggio (1915)
- Detective Blackie', regia di James Gordon, Leopold Wharton, Theodor Wharton - cortometraggio (1915)
- Apples and Eggbeaters, regia di James Gordon, Leopold Wharton, Theodor Wharton - cortometraggio (1915)
- A Stony Deal, regia di James Gordon, Leopold Wharton, Theodore Wharton - cortometraggio (1915)
- Buying a Bank with Bunk, regia di James Gordon, Leopold Wharton, Theodor Wharton - cortometraggio (1915)
- The Missing Heir, regia di James Gordon, Leopold Wharton e Theodore Wharton - cortometraggio (1915)

#### 1916
- Lord Southpaugh, regia di James Gordon, Leopold Wharton, Theodor Wharton - cortometraggio (1916)

#### 1917
- Il servizio segreto (Patria), regia di Jacques Jaccard, Theodore W. Wharton e Leopold D. Wharton - serial cinematografico (1917)
- The Great White Trail, regia di Leopold Wharton e Theodore Wharton (1917)

#### 1918
- The Eagle's Eye, regia di George Lessey, Wellington A. Playter, Leopold Wharton e Theodore Wharton (1918)
- The Missionary, regia di Leopold Wharton, Theodore Wharton (1918)

#### 1921
- Scrambled Wives, regia di Edward H. Griffith (1921)
- If Women Only Knew, regia di Edward H. Griffith (1921)

#### 1922
- Penrod, regia di Marshall Neilan (1922)

#### 1923
- Penrod and Sam, regia di William Beaudine  (1931)
- Boy of Mine, regia di William Beaudine (1923)

#### 1924
- Per diritto divino (By Divine Right), regia di Roy William Neill (1924)
- Wandering Husbands , regia di William Beaudine (1924)
- Racing Luck, regia di Herman C. Raymaker (1924)
- Missing Daughters, regia di William H. Clifford (1924)
- A Self-Made Failure, regia di William Beaudine (1924)
- Cornered, regia di William Beaudine (1924)

#### 1925
- The Narrow Street, regia di William Beaudine (1925)
- I tre moschettieri del varietà (A Broadway Butterfly), regia di William Beaudine (1925)
- Peste sulla neve (Tracked in the Snow Country), regia di Herman C. Raymaker (1925)
- One of the Bravest, regia di Frank O'Connor (1925)
- The Shadow on the Wall, regia di B. Reeves Eason (1925)

#### 1926
- The Phantom of the Forest, regia di Henry McCarty (1926)
- Shadow of the Law, regia di Wallace Worsley (1926)
- The Sign of the Claw, regia di 'Breezy' Reeves Eason (B. Reeves Eason) (1926)
- The Unknown Soldier, regia di Renaud Hoffman (1926)
- Racing Blood, regia di Frank Richardson (1926)
- The Golden Web, regia di Walter Lang (1926)
- The Block Signal, regia di Frank O'Connor (1926)
- King of the Pack, regia di Frank Richardson (1926)
- The Silent Power, regia di Frank O'Connor (1926)
- Money to Burn, regia di Walter Lang (1926)

#### 1927
- Heroes of the Night, regia di Frank O'Connor (1927)
- The Final Extra, regia di James P. Hogan (1927)
- Quarantined Rivals, regia di Archie Mayo (1927)
- Sinews of Steel, regia di Frank O'Connor (1927)
- The Silent Avenger, regia di James P. Hogan (1927)
- Mountains of Manhattan, regia di James P. Hogan (1927)
- The Woman Who Did Not Care, regia di Phil Rosen (1927)
- The Satin Woman, regia di Walter Lang (1927)
- Sumuru, regia di Tom Terriss (1927)
- Through Thick and Thin
- Blondes by Choice
- The Opening Night, regia di Edward H. Griffith (1927)
- The Warning, regia di George B. Seitz (1927)
- Cross Breed
- The Siren, regia di Byron Haskin (1927)

#### 1928
- The Wife's Relations, regia di Maurice Marshall (1928)
- Dunque è questo l'amore? (So This Is Love?), regia di Frank Capra (1928)
- A Woman's Way, regia di Edmund Mortimer (1928)
- The Sporting Age, regia di Erle C. Kenton (1928)
- Amanti del deserto (The Desert Bride), regia di Walter Lang (1928)
- Hellship Bronson, regia di Joseph E. Henabery (Joseph Henabery) (1928)
- United States Smith, regia di Joseph Henabery (1928)
- Midnight Life, regia di Joseph Boyle (come Joseph C. Boyle) e Scott R. Dunlap (1928)
- Through the Breakers, regia di Joseph Boyle (come Joseph C. Boyle) (1928)
- The River Woman
- Companionate Marriage

#### 1929
- Alibi, regia di Roland West (1929)
- Times Square, regia di Joseph C. Boyle (1929)
- La porta chiusa (The Locked Door), regia di George Fitzmaurice (1929)
- Notti di New York (New York Nights), regia di Lewis Milestone (1929)

#### 1930
- Vertigine (Puttin' on the Ritz), regia di Edward Sloman (1930)
- The Eyes of the World, regia di Henry King (1930)
- La moglie n. 66
- The Bat Whispers, regia di Roland West (1930)
- Mi sposo... e torno! (Reaching for the Moon), regia di Edmund Goulding (1930)

#### 1931
- Indiscreet, regia di Leo McCarey (1931)
- Corsa alla vanità (Bought!), regia di Archie Mayo (1931)
- Corsair, regia di Roland West (1931)
- Un popolo muore (Arrowsmith), regia di John Ford (1931)

#### 1932
- Disorderly Conduct
- Peccatori (Sinners in the Sun), regia di Alexander Hall (1932)
- I fratelli Marx al college (Horse Feathers)
- Infedele (Cynara), regia di King Vidor

#### 1933
- El último varon sobre la Tierra, regia di James Tinling (1933)
- Segreti (Secrets), regia di Frank Borzage (1933)
- Pescicani - Contrabbando giallo (I Cover the Waterfront), regia di James Cruze (1933)
- When Ladies Meet, regia di Harry Beaumont (1933)
- Another Language, regia di Edward H. Griffith (1933)
- Il museo degli scandali (Roman Scandals), regia di Frank Tuttle (1933)
- The Women in His Life, regia di George B. Seitz (1933)

#### 1934
- Quando una donna ama (Riptide), regia di Edmund Goulding (1934)
- Pura al cento per cento (The Girl from Missouri), regia di Jack Conway e, non accreditato, Sam Wood (1934)
- L'isola del tesoro (Treasure Island), regia di Victor Fleming (1934)
- Il rifugio (Hide-Out), regia di W. S. Van Dyke (1934)
- Il tesoro dei faraoni (Kid Millions), regia di Roy Del Ruth e, non accreditato, Willy Pogany (1934)
- The Gay Bride

#### 1935
- Vanessa: Her Love Story, regia di William K. Howard (1935)
- Sui mari della Cina (China Seas), regia di Tay Garnett (1935)
- La costa dei barbari (Barbary Coast), regia di Howard Hawks (1935)

#### 1936
- Riffraff, regia di J. Walter Ruben (1936)
- Gelosia (Wife vs. Secretary), regia di Clarence Brown (1936)
- Il paradiso delle fanciulle (The Great Ziegfeld), regia di Robert Z. Leonard (1936)
- Il mio amore eri tu
- Nata per danzare (Born to Dance), regia di Roy Del Ruth (1936)

#### 1937
- Espionage, regia di Kurt Neumann (1937)
- Notturno tragico
- Saratoga, regia di Jack Conway (1937)
- Follie di Broadway 1938
- Vivi ama e impara

#### 1938
- Arditi dell'aria

#### 1948
- La sposa ribelle (The Bride Goes Wild), regia di Norman Taurog (1948)

#### 1949
- Il giardino segreto (The Secret Garden), regia di Fred M. Wilcox (1949)

#### 1954
- L'amante proibita (This is My Love), regia di Stuart Heisler (1954)

#### 1957
- Cenerentola a Parigi (Funny Face), regia di Stanley Donen (1957)